# Synchaeta bacillifera
Synchaeta bacillifera är en hjuldjursart som beskrevs av Smirnov 1933. Synchaeta bacillifera ingår i släktet Synchaeta och familjen Synchaetidae. Inga underarter finns listade i Catalogue of Life.